# Icaria cariniscutis
Icaria cariniscutis är en getingart som beskrevs av Cameron 1910. Icaria cariniscutis ingår i släktet Icaria och familjen getingar. Inga underarter finns listade i Catalogue of Life.